# Сырненци
Сырненци (болг. Сърненци) — село в Болгарии. Находится в Великотырновской области, входит в общину Велико-Тырново. Население составляет 1 человек.

## Политическая ситуация
В местном кметстве Вонешта-Вода, в состав которого входит Сырненци, должность кмета (старосты) исполняет Валентин Великов Штирков (Земледельческий народный союз (ЗНС)) по результатам выборов правления кметства.
Кмет (мэр) общины Велико-Тырново — Румен Рашев (независимый) по результатам выборов в правление общины.